# Rainer Buland

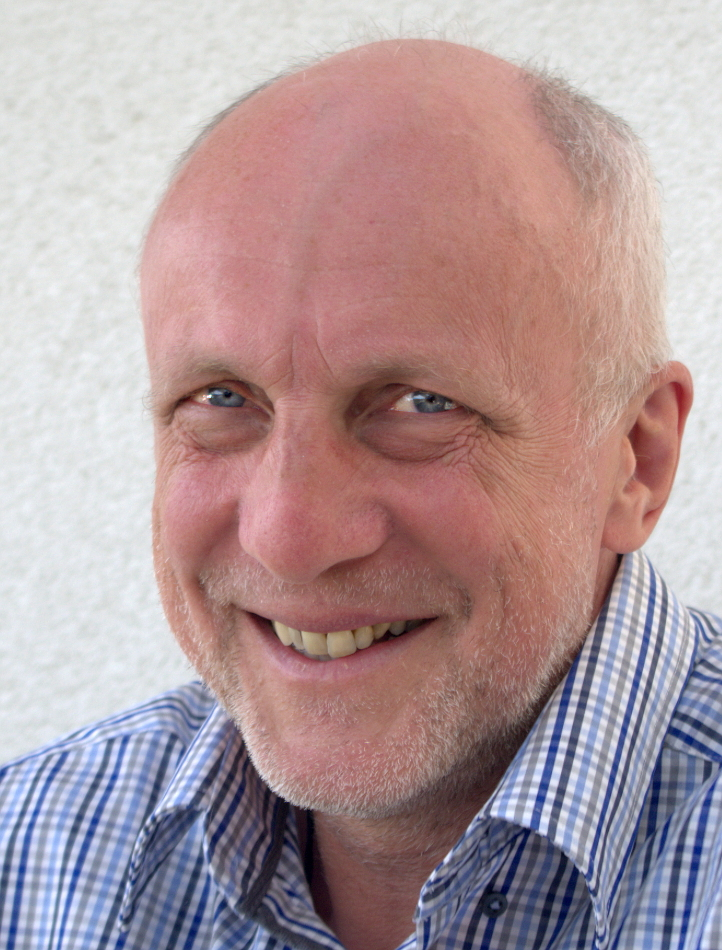
Rainer Buland

Rainer Buland (* 1962 in Linz) ist ein österreichischer Kulturhistoriker, Spieltheoretiker, Autor und Fotograf. Er ist Leiter des Instituts für Spielforschung und Playing Arts der Universität Mozarteum Salzburg.

## Leben
Buland absolvierte  das Privatgymnasium Borromäum und studierte Musikwissenschaft und Publizistik in Salzburg und Wien, wo er 1989 im Fach Historische Musikwissenschaft promoviert wurde. Außerdem absolvierte er den Masterlehrgang für „Spirituelle Theologie im interreligiösen Prozess“. 1989 arbeitete er für ein Jahr in der Bibliothek der damaligen Hochschule Mozarteum. Ab 1990 baute er das von Günther Bauer gegründete Institut für Spielforschung auf und wurde dort 2000 zum Assistenz-Professor mit dem Forschungsschwerpunkt Spielforschung und Playing Arts und 2007 zum Leiter des Instituts ernannt.
Daneben war er seit 1995 häufig Gastdozent des Burckhardthauses in Gelnhausen sowie Mitglied des Beirats für kulturelle Bildung und hat dort die kreativ-schöpferische Spielbewegung Playing Arts mitentwickelt. Von 2011 bis 2016 war er Leiter der Mozarteum KinderUNI „MozKi“ und Verfasser einer Kolumne in der Zeitschrift für Brettspielkultur „frisch gespielt“.
Seit 2016 ist er Wissenschaftlicher Leiter des Master-Lehrgangs „Gruppen spielend leiten“ der Kirchlich Pädagogischen Hochschule Wien/Krems und Herausgeber der Buchreihen „Ludographie“ und „Spiel-Geschichten“.
Er unterrichtete außerdem u. a. an der Slippery Rock University in Pennsylvania, der Universität Mainz, der Pädagogische Akademie Linz, sowie der Donau-Universität Krems. Vortragstätigkeiten führten ihn u. a. nach Berlin, Wien, Aarau, Luxemburg und Krakau.

## Publikationen (Auswahl)
- Rainer Buland, Bernadette Edtmaier, Georg Schweiger: Das Gästebuch der Schachweltmeisterschaft 1934. Faksimile, Forschungsergebnisse, Geschichte und Umfeld. Lit Verlag Wien, 2014,  ISBN 978-3-643-50606-1
- Rainer Buland, Bernadette Edtmaier (Hrsg.): Günther G. Bauer, ein „Ewigspielender“. Schauspieler, Rektor, Spiel- und Mozartforscher, Hollitzer Wissenschaftsverlag Wien, 2014, ISBN 978-3-99012-136-8